# Astrococcus
Astrococcus é um género botânico pertencente à família Euphorbiaceae.

## Espécies
- Astrococcus coriaceus
- Astrococcus cornutus

## Nome e referências
Astrococcus Benth.